# Stéphane Ruel
Stéphane Ruel est un athlète français, né le 21 janvier 1966 à Saint-Lô, adepte de la course d'ultrafond et détenteur de plusieurs records de France dans sa catégorie d'âge. 

## Biographie
Stéphane Ruel est détenteur de plusieurs records de France dans sa catégorie d'âge. Il est également médaillé de bronze avec l'équipe de France aux championnats du monde des 24 heures à Turin en 2015,, champion d'Europe par équipe et médaillé de bronze aux championnats d’Europe des 24 heures à Albi en 2016, champion d'Europe par équipe et médaillé d'argent aux championnats d’Europe des 24 heures à Timisoara en 2018 et médaillé de bronze avec l'équipe de France aux championnats du monde des 24 heures à Albi en 2019.
Il est le père de l'athlète Guillaume Ruel.

## Records personnels
Statistiques de Stéphane Ruel d'après la Deutsche Ultramarathon-Vereinigung (DUV) :
- Semi-marathon : 1 h 24 min 12 s en 2013[8]
- Marathon : 2 h 48 min 44 s au marathon de Paris en 2011[9]
- 50 km piste : 3 h 26 min 52 s aux 50 km de Coutances en 2016
- 100 km route : 7 h 33 min 1 s aux 100 km des étangs de Sologne en 2017[10]
- 6 heures route : 83,781 km aux 6 h de Loos en 2016
- 12 heures route : 147,481 km aux 12 h de Van Steenbergen en 2017
- 24 heures route : 263,540 km aux 24h IAU de Timisoara en 2018
- 48 heures : 289,646 km aux 48 h de Royan en 2010